# Banza de Caculo Caenda
Banza de Caculo Caenda é uma vila angolana que se localiza na província do Bengo, pertencente ao município de Bula Atumba.